# Delfina Skąpska
Delfina Skąpska (Skoczów, 22 de noviembre de 1950) es una deportista polaca que compitió en esgrima, especialista en la modalidad de florete. Ganó una medalla de plata en el Campeonato Mundial de Esgrima de 1978 en la prueba por equipos.

## Palmarés internacional
| Campeonato Mundial | Campeonato Mundial | Campeonato Mundial | Campeonato Mundial  |
| Año                | Lugar              | Medalla            | Prueba              |
| ------------------ | ------------------ | ------------------ | ------------------- |
| 1978               | Hamburgo (RFA)     | Medalla de plata   | Florete por equipos |